# Carlos Honorato
Carlos Eduardo Honorato (São Paulo, 9 de noviembre de 1974) es un deportista brasileño que compitió en judo.
Participó en dos Juegos Olímpicos de Verano en los años 2000 y 2004, obteniendo una medalla de plata en la edición de Sídney 2000 en la categoría de –90 kg. En los Juegos Panamericanos de 2003 consiguió una medalla de bronce.
Ganó una medalla de bronce en el Campeonato Mundial de Judo de 2003 y seis medallas de oro en el Campeonato Panamericano de Judo entre los años 1994 y 2007.

## Palmarés internacional
| Juegos Olímpicos        | Juegos Olímpicos                | Juegos Olímpicos  | Juegos Olímpicos |
| Año                     | Lugar                           | Medalla           | Categoría        |
| ----------------------- | ------------------------------- | ----------------- | ---------------- |
| 2000                    | Sídney (Australia)              | Medalla de plata  | –90 kg           |
| Campeonato Mundial      |                                 |                   |                  |
| Año                     | Lugar                           | Medalla           | Categoría        |
| 2003                    | Osaka (Japón)                   | Medalla de bronce | –90 kg           |
| Juegos Panamericanos    |                                 |                   |                  |
| Año                     | Lugar                           | Medalla           | Categoría        |
| 2003                    | Santo Domingo (Rep. Dominicana) | Medalla de bronce | –90 kg           |
| Campeonato Panamericano |                                 |                   |                  |
| Año                     | Lugar                           | Medalla           | Categoría        |
| 1994                    | Santiago de Chile (Chile)       | Medalla de oro    | –86 kg           |
| 2003                    | Salvador (Brasil)               | Medalla de oro    | –90 kg           |
| 2004                    | Isla de Margarita (Venezuela)   | Medalla de oro    | –90 kg           |
| 2004                    | Isla de Margarita (Venezuela)   | Medalla de oro    | Abierta          |
| 2006                    | Buenos Aires (Argentina)        | Medalla de oro    | Abierta          |
| 2007                    | Montreal (Canadá)               | Medalla de oro    | Abierta          |